# تکلیس
تکلیس یا کشته سازی (به انگلیسی: Calcination) اصطلاحی در علم مواد و شیمی است که به حرارت دادن مواد برای پیرولیز، حذف رطوبت، تشکیل ترکیبات واسط، انجام واکنش در حالت جامد و نفوذ گفته می‌شود. در داروسازی برای خوراکی و قابل جذب شدن مواد معدنی و فلزات استفاده می‌شود.
و اصطلاح کشته‌سازی بیشتر در فارماکوپه‌های طب آیوروویدک و یونانی به کار رفته‌است و داروهای کشته در هند معروف می‌باشد.
در متون تخصصی طب سنتی ایران تعاریف دیگری نیز از تکلیس ارائه شده‌است؛ حکیم محمد حسین عقیلی علوی خراسانی در ابتدای کتاب مخزن الادویه در تعریف تکلیس گفته‌است هر آنچه که قابل ساییدن نباشد و با حرارت بتوان کاری کردتا قابل ساییدن باشد. (در پژوهش صور گرفته توسط مهدی صیادی و همکاران تحت عنوان بررسی تاریخی علم التکلیس بعد از اسلام تا قرن ۱۳).

## کیمیاگری
در کیمیاگری به فرایند تشکیل اکسید یک فلز یا ترکیبات دیگر در اثر حرارت دادن فلز در مجاورت هوا تکلیس یا کشته گفته می‌شود.

## نام‌گذاری
کشته‌سازی واژه‌ای است فارسی که در زبان عربی تکلیس نام دارد. در کتب حکمای قدیم ایرانی، علم کشته سازی بیشتر با نام علم صناعت عنوان شده‌است. کلس یه معنای آهک یا اکسید کلسیم است و تکلیس یعنی ماده‌ای در کوره حرارت فراوان ببیند و مانند آهک، شکفته و سفید شود.

## تعاریف
در کیمیاگری به فرایند تشکیل اکسید یک فلز یا ترکیبات دیگر در اثر حرارت دادن فلز در مجاورت هوا تکلیس یا کشته‌سازی گفته می‌شود.
این دانش به ما می‌آموزد موادی که در بدن انسان، هضم و جذب نمی‌شوند یا مضر هستند، را چگونه قابل هضم و جذب برای بدن کنیم و آثار زیانبار آن‌ها را بگیریم به عبارتی ما نمی‌توانیم خود سنگ آهن را مورد استفاده قرار دهیم از این رو آن را باید فرآوری کنیم و سپس آن را پودر کنیم با مِش بسیار ریز در حد میکرو و نانو و سپس آن را در داروهای خود استعمال نمائیم.

## انواع کشته جات
موادی را که کشته می‌کنیم به سه دسته تقسیم می‌شوند:
1. فلزات
2. معدنی جات غیر فلزی
3. اجزای حیوانی

که مهم‌ترین و سخت‌ترین مفرداتی که کشته می‌کنیم فلزات یا همان دسته اول هستند زیرا در بیشتر فلزات باید تغییراتی شیمیایی حاصل شود یعنی فرم طبیعی آن اصلاح شود و از این رو باید با عصاره‌های گیاهی مختلف این فرایند شیمیایی رو انجام دهیم و سپس فلز سخت را با حرارت و واکنش‌های شیمیایی خاص تبدیل به پودری نرم و قابل جذب در روده‌ها کنیم.
اما در مفردات معدنی مهم‌ترین کاری که در فرآوری آن در کشته‌سازی انجام می‌شود علاوه بر ترکیب کردن آن با سایر عصاره‌ها و مفردات، باید حتماً حرارت داد تا عمل کلس به نحو احسن انجام شود.

## کاربرد
علت استقبال زیاد حکمای هند و پاکستان و نسبتاً ایران از داروهای حاوی کشته جات اثرگذاری زودتر و قوی تر دارو می‌باشد و به عبارتی با نگاه به پیشینه کشته‌سازی ما متوجه می‌شویم که داروهای شیمیایی برای اولین بار مکاتب طبی یونانی و آیوروویدک عرضه کردند.
از این رو بیشتر در داروسازی از کشته‌سازی استفاده می‌شود و حکمای هند و پاکستان در این زمینه شهرت زیادی دارند.
که کشته جات معروف عبارتند از:
- کشته فولاد
- کشته پوست تخم مرغ
- کشته خبث الحدید
- کشته مروارید
- کشته جیوه
- کشته طلا
- کشته قلع
- کشته زبرجد
- کشته عقیق
- کشته الماس
- کشته نقره
- کشته شاخ گوزن
- کشته صدف
- کشته مس
- کشته حجرالیهود